# Cameron Brate
Cameron Brate (Naperville, 3 luglio 1991) è un giocatore di football americano statunitense che milita nel ruolo di tight end nella National Football League (NFL).

## Carriera professionistica

### Tampa Bay Buccaneers
Dopo avere giocato al college a football a Harvard, Brate ha  firmato con i Tampa Bay Buccaneers come free agent dopo non essere stato scelto nel Draft NFL 2014. È stato svincolato il 20 agosto 2014 ma firmato nuovamente per la squadra di allenamento il giorno successivo. Il 25 novembre 2014, Brate è stato promosso al roster attivo. Il 15 settembre 2015 è stato svincolato dai Buccaneers.

### New Orleans Saints
Il 16 settembre 2015 ha firmato per fare parte della squadra di allenamento dei New Orleans Saints, rimanendovi per una settimana

### Ritorno ai Buccaneers
Brate ha fatto ritorno tornato ai Buccaneers il 22 settembre 2015. Ha giocato  14 partite con quattro partite da titolare nella stagione 2015, facendo registrare 23 ricezioni per 288 yard e tre touchdown. Nel 2016, dopo la partenza di Austin Seferian-Jenkins, è divenuto il tight end titolare della squadra disputando 15 partite (10 come partente) e totalizzando 57 ricezioni per 660 yard e 8 touchdown 
Il 28 febbraio 2017, Brate ha firmato un rinnovo contrattuale con i Buccaneers.
Il 7 febbraio 2021, nel Super Bowl LV  contro i Kansas City Chiefs campioni in carica, Brate ha ricevuto 3 passaggi per 26 yard nella vittoria per 31-9, conquistando il suo primo titolo.

## Palmarès
- Super Bowl : 1

Tampa Bay Buccaneers: LV
- National Football Conference Championship: 1

Tampa Bay Buccaneers: 2020